# Maechidius macleaynus
Maechidius macleaynus är en skalbaggsart som beskrevs av John Obadiah Westwood 1845. Maechidius macleaynus ingår i släktet Maechidius och familjen Melolonthidae. Inga underarter finns listade i Catalogue of Life.